# Vincenz Czerny

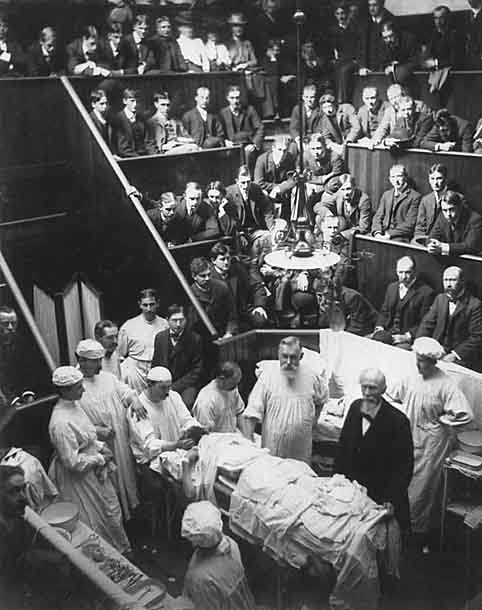
Vincenz Czerny faisant la démonstration d'une opération chirurgicale.

Vincenz Czerny (19 novembre 1842 – 3 octobre 1916) est un chirurgien austro-allemand qui contribua significativement aux développements de la chirurgie oncologique et gynécologique.

## Biographie
Né à Trutnov dans l'empire d'Autriche, Czerny a d'abord étudié à l'université Charles de Prague, où il rejoint le Corps Austria en 1867, puis à l'université de Vienne où suivit les cours d'Ernst Wilhelm von Brücke (1819–1892). En 1866, il reçut son diplôme avec la mention très bien. Il resta ensuite à Vienne où il devint l'assistant de Johann Oppolzer (de) (1808–1871) et de Theodor Billroth (1829–1894). En 1871, il devint le directeur de la clinique de l'université de Fribourg-en-Brisgau.
En 1877, Czerny fut nommé professeur à l'université de Heidelberg en remplacement de Gustav Simon (1824–1876). En 1906, il fonda l'Institut für Experimentelle Krebsforschung (l'institut de recherche expérimental sur le cancer) qui est l'ancêtre de l'actuel centre de recherche allemand sur le cancer. Il ouvrit également un hôpital, le Samariterhaus (maison du samaritain) qui pouvait accueillir jusqu'à 47 patients atteints du cancer. Czerny développa justement des techniques pour soigner cette maladie, et il était aussi réputé pour ses soins apportés aux malades qui avaient un cancer inopérable. En 1887, Czerny réussit la première néphrectomie partielle pour un cancer du rein.
Czerny contribua également dans d'autres domaines de la chirurgie, comme avec une nouvelle opération révolutionnaire pour la hernie inguinale, ou une autre de pyelolithotomie pour les calculs rénaux, et en 1879, il réalisa la première hystérectomie via le vagin. Il était surnommé le "père de la chirurgie mammaire cosmétique" : en 1895, il publia la première description de la pose d'un implant mammaire qu'il avait effectué, en déplaçant un lipome bénin pour "éviter l'asymétrie" après avoir éliminé une tumeur du sein chez la patiente.
En 1901, Czerny devint le président de la Deutsche Gesellschaft für Chirurgie, puis en 1908 celui du congrès international de chirurgie. Son beau-père était le médecin allemand, Adolf Kussmaul (1822–1902). Il meurt à Heidelberg en Bade-Wurtemberg à l'âge de 73 ans.